# Nathalie Schneitter
Nathalie Schneitter, née le 19 juin 1986 à Lommiswil, est une coureuse cycliste suisse. Spécialisée en VTT, elle est championne du monde de cross-country en catégorie juniors en 2004, championne d'Europe des moins de 23 ans en 2008. En 2011, elle est médaillée d'argent du championnat du monde de relais mixte avec Thomas Litscher, Lars Forster et Nino Schurter. Ces quatre pilotes reçoivent le prix d'équipe cycliste suisse de l'année. En 2019 et 2023, elle devient championne du monde de cross-country à assistance électrique.

## Palmarès

### Jeux olympiques
- Pékin 2008
  - 15e du cross-country

### Championnats du monde
- Gets 2004
  -  Championne du monde de cross-country juniors
- Val di Sole 2008
  -  Médaillée d'argent du cross-country espoirs
- Canberra 2009
  - 5e du relais mixte
- Champéry 2011
  - 5e du cross-country
  -  Médaillée d'argent du relais mixte
- Laissac 2016
  - 10e du marathon
- Mont Saint-Anne 2019
  -  Championne du monde de cross-country à assistance électrique
- Leogang 2020
  -  Médaillée de bronze du cross-country à assistance électrique
- Les Gets 2022
  -  Médaillée de bronze du cross-country à assistance électrique
- Glasgow 2023
  -  Championne du monde de cross-country à assistance électrique
- Pal Arinsal 2024
  -  Médaillée d'argent du cross-country à assistance électrique

### Coupe du monde
- Coupe du monde de cross-country à assistance électrique
  - 2020 : vainqueur d'une manche
  - 2021 : 2e du classement général, vainqueur de deux manches
  - 2022 : 4e du classement général
  - 2023 : 4e du classement général, vainqueur d'une manche
  - 2024 : 4e du classement général, vainqueur d'une manche

### Championnats d'Europe
- 2004
  -  Médaillée de bronze du cross-country juniors
- 2008
  -  Championne d'Europe de cross-country espoirs
- 2009
  -  Médaillée d'argent du relais mixte
- 2011
  -  Médaillée d'argent du relais mixte

### Championnats nationaux
- Championne de Suisse de cross-country en 2011